# Lovrijenac

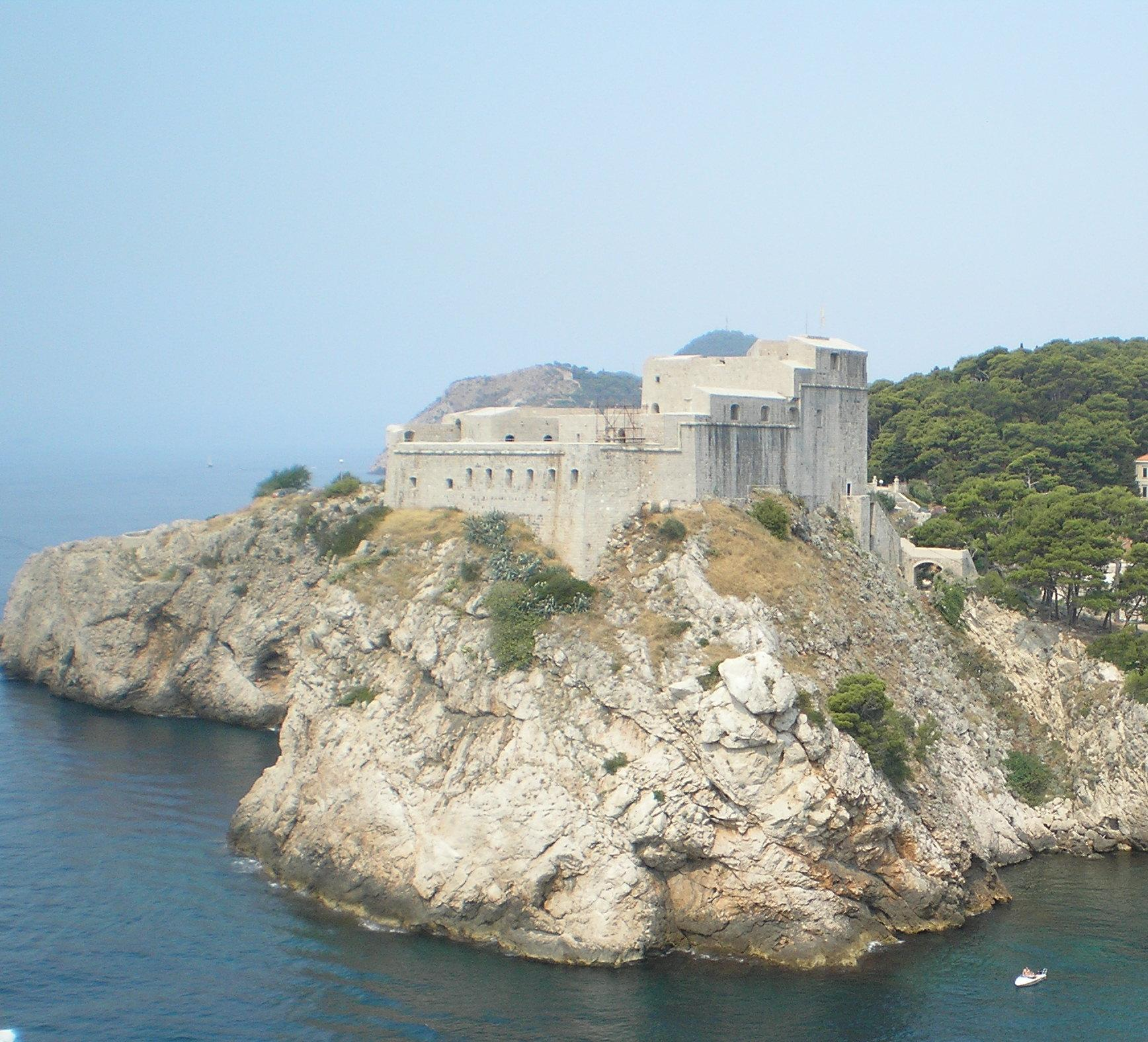

Lovrijenac (chorw. tvrđava Lovrijenac) – fort w zespole umocnień Dubrownika, na zewnątrz murów miejskich, na skalistym półwyspie Lovrijenac między zatoczkami Uvala Kolorina i Uvala Pile. Nazwa pochodzi od świętego Wawrzyńca. 
Skała, na której posadowiono fort, sięga 37 m nad poziom morza. Fort jest trójpoziomową budowlą na planie trójkąta. Ściany od strony lądu i morza mają grubość 4-12 m, sufit ma grubość 1,5 m. Ściana od strony miasta ma grubość tylko 0,6 m - jako zabezpieczenie na wypadek przejęcia fortu przez wroga zewnętrznego bądź wewnętrznego. Prowadziły do niego dwa mosty zwodzone i dwoje wrót. Załogę stanowiło 20-25 żołnierzy, których dowódcę zmieniano co miesiąc. Fort był wyposażony w 10 dział dużego kalibru. 
We wnęce w ścianie nad bramą stoi renesansowy posąg świętego Błażeja dłuta Vicka Lujova z Korčuli. Nad bramą widnieje napis NON BENE PRO TOTO LIBERTAS VENDITUR AURO - "Wolność nie jest na sprzedaż [nawet] za wszystko złoto". 
Legenda głosi, że fort został zbudowany na początku XI wieku, w ciągu trzech miesięcy po tym, jak dubrowniczanie dowiedzieli się, że Republika Wenecka planuje na tym półwyspie budowę fortu szachującego Dubrownik. W rzeczywistości pierwsza wzmianka o forcie pochodzi z 1301 i dotyczy wyboru jego dowódcy. Fort był systematycznie naprawiany, został również odbudowany po częściowym zniszczeniu w trzęsieniu ziemi 1667 roku. Za panowania austriackiego fort został pozbawiony funkcji militarnej. Dziś odbywają się w nim przedstawienia teatralne. 
Źródła: 
- Sławomir Adamczak, Katarzyna Firlej Chorwacja i Czarnogóra. Praktyczny przewodnik, wydanie pierwsze, Wydawnictwo Pascal, Bielsko-Biała 2003, ISBN 83-7304-154-0, s.234-252
- Zuzanna Brusić, Salomea Pamuła Chorwacja. W kraju lawendy i wina. Przewodnik, wydanie III zaktualizowane, Wydawnictwo Bezdroża, Kraków 2006, ISBN 83-60506-45-0, s.260-282
- Piers Letcher Chorwacja. Przewodnik turystyczny National Geographic, wydanie polskie, Wydawnictwo G+J RBA, b.m.w., 2008, ISBN 978-83-60006-70-2, s.343-381
- Robert Župan Dubrovnik. Plan grada - city map - Stadtplan - pianta della citta, TRSAT d.o.o., Zagreb 2006, ISBN 978-953-6107-35-3
- Dubrovnik. Gradske utvrde i vrata od Grada (chorw.)